# Jaffa (stad)
Jaffa (Arabisch: يافا :Jaffa, Hebreeuws: יָפוֹ Jaffo) is een oude havenstad in Israël en tegenwoordig een stadsdistrict van de gemeente Tel Aviv-Jaffa. Jafa betekent mooi. Het ligt aan de Middellandse Zee. Jaffa telt 46.000 inwoners van wie ongeveer 30.000 Joods en 16.000 Arabisch.

## Geschiedenis

### Oudst bekende geschiedenis
De stad is een van de oudste steden van de wereld en was gedurende vele millennia een belangrijke havenstad. Het is de oudste havenstad in het oostelijke Middellandse Zeegebied. In de bronstijd maakten de Egyptenaren deze plaats tot een bolwerk met rondom koninklijke tempel-staatjes. In de twaalfde eeuw v.Chr. werd het bewoond door Filistijnen, die zich langs de gehele kustlijn tot voorbij Gaza vestigden. De naam Jaffa wordt vermeld op kleitabletten die bij Achetaton in Egypte zijn gevonden, en in de Griekse mythologie in het verhaal van Andromeda.

#### Naam in Bijbelse verhalen
In de joodse Tenach/het christelijke Oude Testament komt de naam Yafo voor in het boek Jona. In dat verhaal gaat deze profeet hier aan boord van een schip waarmee hij zich probeerde te onttrekken aan Gods opdracht om naar Ninevé te gaan. In het Nieuwe Testament, in de Nederlandse Bijbelvertalingen, wordt deze havenplaats Joppe genoemd. In de Handelingen van de Apostelen (hoofdstuk 9 en 10) wordt vermeld dat de apostel Petrus in Joppe een vrouw, genaamd Tabitha (ook wel Dorkas), weer tot leven wekt. Petrus logeerde toen bij Simon de Leerlooier, in diens huis "aan de zee".
In het reisverslag van de pelgrim Geert Kuynretorff uit 1520 wordt de oorspronkelijke naam Japhet genoemd, naar de  zoon van Noach, die de stad zou hebben gebouwd na de Zondvloed.
De Franse generaal Bonaparte verovert Jaffa op zijn veldtocht in Palestina, waar zijn mannen 20.000 Albanese krijgsgevangenen ombrengen.

### 18e eeuw en later: de Jaffa-sinaasappel
Vanaf de 18e eeuw stond Jaffa en omgeving bekend om zijn sinaasappelen: de nogal groene Balad, de Zure sinaasappel, de Navel en uiteindelijk de oranje Shamouti. Na de Krimoorlog (1853-1856), de opening van het Suezkanaal in 1869 en de opkomst van snelle stoomschepen raakte de export van sinaasappelen in een stroomversnelling. De Shamouti variëteit was door Arabische eigenaars ontwikkeld voor de sinaasappel-export in kisten: ovale vorm, relatief dikke schil, weinig of geen pitten en een fijne zoete smaak. In 1871 stichtten Duitse Tempeliers nabij Jaffa de nederzetting Sarona en brachten hun sinaasappelen voor het eerst onder de merknaam Jaffa op de markt. De sinaasappel werd het belangrijkste landbouwproduct dat via de haven van Jaffa werd uitgevoerd. In 1873 telde de streek rond Jaffa 420 sinaasappelplantages van overwegend rijkere christelijke en moslim eigenaars, met een jaarlijkse productie van 33,3 miljoen stuks. Vanaf de instelling van het Britse mandaat over Palestina in 1917 groeide de inbreng van Joodse inwijkelingen door de introductie van moderne teeltmethoden en Arabisch-joodse partnerschappen voor productie en export. Aan het eind van de jaren 20 hadden Joodse eigenaars ongeveer de helft van de sinaasappelteelt in handen. Tussen 1922 en 1939 nam de export van sinaasappelen toe van 1,25 miljoen tot 15,25 miljoen kisten. In 1939 besloeg de citrusproductie 293 km², gelijkelijk verdeeld tussen Arabische en Joodse telers. Na de Israëlische onafhankelijkheid nam het areaal nog toe tot 425 km². 
Bij de Arabisch-Israëlische oorlog van 1948 werden de meeste Arabische aanplantingen met geweld afgenomen door de nieuwe Israëlische overheid. De sinaasappelsector werd vanaf die tijd voorgesteld als een pionier project van de arbeidersbeweging, helemaal zonder Arabische aanwezigheid. Na de toetreding van Spanje en Griekenland tot de EEG verloor de Jaffa-sinaasappel zijn prominente marktpositie in Europa.

### 20e eeuw
In de eerste helft van het jaar 1917 trok het Britse leger op om af te rekenen met het Ottomaanse Rijk. Na het Suez-kanaal te hebben overgestoken en Gaza ingenomen te hebben werd Jaffa (en het kleine Tel Aviv) veroverd. De Turken (onder hun leider Jamal Pasha) hadden hier alle bewoners, Arabieren en Joden, op de vlucht gejaagd. Voor beide groepen leidde dit tot grote miserie: honger en ziekte (cholera). Geschat wordt dat Palestina hierna nog zo'n 685.000 inwoners had, 100.000 personen minder dan ervoor.
In mei 1921 braken in Jaffa grootschalige onlusten uit tussen de Arabische en de Joodse bevolking van de stad. Hierbij kwamen 95 mensen om het leven. Als oorzaak gaven de Britten de Arabische onvrede aan over de Joodse immigratie in het Mandaatgebied Palestina. De onlusten leidden tot een administratieve scheiding van het etnisch gemengde Jaffa met het nabijgelegen Joodse Tel Aviv.

#### Arabisch-Palestijnse opstand
De Arabisch-Palestijnse opstand begon op 19 april 1936 in Jaffa en Nabloes met een algemene staking. De haven van Jaffa was een symbool van het Arabisch verzet geworden. Nadat overal in het land rellen waren uitgebroken voerden de Britten versterkingen aan uit Egypte en Malta om de openbare orde te herstellen. De oude stad van Jaffa, met haar nauwe steegjes en haar rioleringssysteem, bood de opstandelingen ideale mogelijkheden om te ontsnappen aan het Britse leger. In mei kwamen gemeentelijke diensten tot stilstand en de oude stad werd gebarricadeerd. De maand daarop dropten Britse vliegtuigen strooibiljetten met de in het Arabisch gestelde tekst dat de inwoners de stad terstond moesten verlaten. Op de avond van 17 juni kwamen 1500 Britse soldaten de stad binnen, terwijl een Brits oorlogsschip de ontsnappingsroute over zee afsloot. De Britse Royal Engineers bliezen huizen op van oost naar west om een open strook van het ene naar het andere einde van het stadscentrum te maken. Op 29 juni gebeurde iets dergelijks, maar nu noord-zuid.Uiteindelijk werd de opstand neergeslagen.

#### Delingsplan van 29 november 1947
Na het Delingsplan van de Verenigde Naties bracht op 4 januari 1948 de terreurgroep Stern Gang (Lechi) een bom tot ontploffing voor het stadhuis met 26 doden en honderden gewonden als gevolg.

#### Arabisch-Israëlische Oorlog van 1948
Op 27 april 1948 begon Irgun een drie dagen durend mortier-bombardement, waaraan de Britten -ter voorkoming van een chaos als in Haifa de week ervoor- een eind maakten. Jaffa was de laatste Arabische stad die door de Joodse Haganah en paramilitaire milities Lechi en Irgun werd ingenomen. Binnen het "groter Jaffa" lagen 24 dorpen en 17 moskeeën. Hiervan bleef uiteindelijk één moskee over. Op 13 mei 1948, na een vijf maanden lange belegering, namen 5000 Irgun- en Haganah-strijders het stadje in, dat door zo'n 1500 Palestijnse vrijwilligers onder leiding van een lokale christen, Michaël al-Issa, was verdedigd.
Bijna alle (71.000 (stad) plus 46.000 rest district) niet-Joodse inwoners op 4000 na werden uit Jaffa verdreven. Meer dan 10.000 van hen vluchtten met boten overzee. Wie niet gevlucht was, werd gedeporteerd of moest ongewapend naar elders vertrekken. Er was een als tijdelijk bedoeld vluchtelingenkamp ten zuiden van de oude stad Jaffa, uit welk kamp slechts enkele Palestijnse families uiteindelijk konden blijven.
Ilan Pappé beschrijft het gedrag van de veroveraars na de overgave als wreed. Hij noemt daarbij in het bijzonder "het 3e Bataljon", dat zich schuldig maakte aan verkrachtingen, maar "ook andere eenheden".

## Tel Aviv-Jaffa nu
De nabijgelegen stad Tel Aviv, oorspronkelijk een dorpje, is door de jaren heen Jaffa voorbij gegroeid. In 1950 werd Jaffa opgenomen in de gemeente Tel Aviv-Jaffa. In dat jaar werd ook de 'Wet Eigendommen van Afwezigen' (Absentee Property Law) aangenomen, waardoor de staat Palestijns eigendom kon claimen. Palestijnen (overgeblevenen en vluchtelingen van elders) moesten in het omheind gebied wonen. De gemeente zag het als een sloppenwijk (Ajami) die uiteindelijk zou worden afgebroken. De inwoners, Palestijnen (midden- en laag inkomen) en joodse immigranten (Oost-Europees en Arabisch), mochten niets aan de huisjes veranderen op gevaar van 'illegale bouw'.
Het oude stadscentrum van Jaffa is sindsdien gerestaureerd. Er wonen veel kunstenaars en er zijn galerieën, musea, theaters, winkeltjes en horecagelegenheden. Ook worden hier veel concerten en festivals georganiseerd, grotendeels in de open lucht. Dit gebied is een trekpleister voor nationaal en internationaal toerisme.
De kleine haven van Jaffa is inmiddels onder andere vanwege de opkomst van de havens van Haifa en Ashdod buiten gebruik geraakt als goederenhaven. Er liggen nu vissersboten en enkele jachten en rondvaartboten.

### Demografie; bevolkingssamenstelling
Ten zuiden van de oude stad, in de wijk Ajami, wonen vooral islamitische en christelijke Arabieren. Hier vindt men actieve moskeeën, kerken van vele denominaties en een levendig cultureel centrum. Ook zijn hier vele restaurants en pitabakkerijen gesitueerd, met aantrekkingskracht voor geheel Tel Aviv en de regio. Hier ligt ook het drukke Givat-Aliya-strand. Een landvulling tussen dit strand en de haven van Jaffa is het onderwerp van strijd die plaatselijke en landelijke groene organisaties leveren met de gemeente en de regering.
In het nieuwe centrum van Jaffa, rond Sderot Yerushalayim (Jeruzalemboulevard), is de bevolking gemengd Joods-Arabisch. Dit gebied is tevens het centrum van de Bulgaarse gemeenschap in Israël. Hier liggen twee voetbalstadions (Blumfield, waar Hapoel Tel Aviv en Maccabi Yafo spelen) en een conservatorium. Bij het conservatorium ligt het Groningenpark, gesticht met giften uit de provincie Groningen. Meer naar de randen van Jaffa is de bevolking overwegend Joods.
De afgelopen tien jaar is ook in Jaffa sprake van gentrificatie. Tel Aviv heeft als economisch en wetenschappelijk centrum een enorme aantrekkingskracht. Mensen willen er graag wonen, zeker ook in het oude Jaffa en omgeving. Dit heeft tot gevolg dat de prijs van grond en van huizen behoorlijk is gestegen. Projectontwikkelaars ontwikkelen het gebied met als gevolg dat zij die niet kapitaalkrachtig genoeg zijn (moeten) verhuizen. Dit betreft zowel Joodse als Palestijnse Israëli's, maar de Palestijnse inwoners hebben minder alternatieven. Gemeenten als b.v. het nabijgelegen Bat Yam zijn niet ingesteld op niet-joodse nieuwkomers. Deze gaan dus naar armere plaatsen als Lod en Ramla, waar Palestijnse wijken zijn. De gemeente Tel Aviv-Jaffa stelt dat zij niet veel kunnen doen aan 'sociale woningbouw' omdat de nationale regering hen daartoe geen geld ter beschikking stelt.
Sommige Palestijnse inwoners zeggen dat het stadsbestuur probeert Jaffa te verjoodsen door Palestijnse inwoners uit hun huizen te laten zetten. Huizen die eigendom zijn van Amidar, een sociaal woningbedrijf van de staat, dat stelt dat het hier om illegale bewoning gaat. De film Port of Memory uit 2010 behandelt dit thema.

## Bezienswaardigheden
- Armeens-apostolisch klooster van Sint-Nicolaas, gebouwd vóór het jaar 1000, in de 18e eeuw verbouwd
- Sint-Petruskerk, barok kerkgebouw, oorspronkelijk een franciscanenkerk, uit 1654
- Libanese Synagoge van Jaffa, synagoge uit 1740, daarna in gebruik als herberg ("khan"), in 1948 opnieuw ingericht als synagoge
- Grieks-orthodox klooster van de aartsengel Michaël uit 1894
- Klokkentoren van Jaffa, Ottomaanse periode, 1900-1903
- Alhambra Cinema, art-decobioscoop uit 1937
- Jaffa Museum van Oudheden, archeologisch museum in een 18e-eeuws herenhuis
- Etzelmuseum (of: Irgun Zwi Leumi-museum)
- Farkash Gallery, collectie historische posters uit Palestina en Israel
- Mayumana House, thuistheater van de dans- en slagwerkgroep Mayumana
- Oude haven van Jaffa, met onder andere een vuurtoren op een hoge rots uit 1865

## Wetenswaardig
- Een van de oude poorten van Jeruzalem heet de Jaffa-poort. Deze poort ligt aan de westkant van de oude stad Jeruzalem, op wat ooit de weg tussen Jaffa en Jeruzalem was. Een hoofdstraat van Jeruzalem die naar die poort leidt, heet de Jaffo-straat.

## Bekende inwoners

### Geboren
- Michel Loève (1907-1979), wiskundige
- Zaharira Harifai (1929-2013), actrice
- Aboe Nidal (1937-2002), Palestijns terrorist
- Pierre Dulaine (1944), ballroomdanser
- Itzhak Perlman (1945), violist
- Ahmad Abu Laban (1946-2007), Egyptisch-Deens imam
- Haim Ramon (1950), politicus en vakbondsbestuurder
- Benny Hinn (1952), Canadees evangelist en gebedsgenezer
- Rifaat Turk (1954), voormalig voetballer
- Yoav Gallant (1958), politicus en voormalig militair
- Aziz Shehadeh (+1985), christen-Palestijns jurist en vredesactivist

### Overleden
- Yosef Haim Brenner (1881-1921), schrijver

## Over Jaffa

### Films/documentaires
- Jaffa, the oranges clockwork, documentaire van Eyal Sivan, Israel 2009, 88 min., Engels/Hebreeuws/Arabisch gesproken, Engels ondertiteld. Historisch materiaal: "De sinaasappel als een verrassende metafoor voor wat hier vanaf 1948 tot op heden gebeurt".[16]
- Port of memory, regisseur Kamal Aljafari, 2010, Verenigde Arabische Emiraten/Frankrijk/Duitsland, Arabisch en Hebreeuws gesproken, de geschiedenis van de stad is de achtergrond in deze film, die de familie van de moeder van de regisseur belicht wanneer ze uit hun huis dreigen gezet te worden, als ze niet kunnen aantonen dat ze eigenaar zijn van hun woning die ze al tientallen jaren bewonen.[17]
- Dancing in Jaffa, documentaire van Hilla Medalia, VS, 2014, 90 min., Engels ondertiteld. De in 1944 in Jaffa geboren ballroomdanser Pierre Dulaine heeft een ambitieus plan: dansles geven aan Joodse en Palestijnse kinderen...[18]
- Palestina bestaat niet (2Doc) documentaire over vier Nederlandse Palestijnen en hun herinneringen aan (gedwongen) vlucht uit Palestina in 1948. Samir Hreish uit Jaffa en zijn Nederlandse vrouw vinden zijn oude huis niet. Gesloopt. Ter plekke plakken zij op een rotsige steen de herinneringstegel die zij hadden laten maken.[19][20]

### Boeken
- (en)  Sharon Rotbard (2015): White City, Black City. Architecture and War in Tel Aviv and Jaffa. Londen, Pluto Press. Vertaald uit het Hebreeuws door Orit Gat (oorspronkelijke titel: Ir levana, ir sjechora, Tel Aviv. Babel, 2005)